# Cantonul Noyers
Cantonul Noyers este un canton din arondismentul Avallon, departamentul Yonne, regiunea Burgundia, Franța.

## Comune
- Annay-sur-Serein
- Censy
- Châtel-Gérard
- Étivey
- Fresnes
- Grimault
- Jouancy
- Môlay
- Moulins-en-Tonnerrois
- Nitry
- Noyers (reședință)
- Pasilly
- Poilly-sur-Serein
- Sainte-Vertu
- Sarry